# Santa Bárbara do Leste (kommun)
Santa Bárbara do Leste är en kommun i Brasilien.   Den ligger i delstaten Minas Gerais, i den sydöstra delen av landet, 800 km sydost om huvudstaden Brasília. Antalet invånare är 7 679.
Följande samhällen finns i Santa Bárbara do Leste:
- Santa Bárbara do Leste

Omgivningarna runt Santa Bárbara do Leste är en mosaik av jordbruksmark och naturlig växtlighet. Runt Santa Bárbara do Leste är det ganska tätbefolkat, med 56 invånare per kvadratkilometer.